# Telefónica México
Telefónica México es la filial de la empresa española Telefónica S.A. en México, que opera bajo la marca Movistar y a través de: Movistar Empresas México, Atento México, Adquira México, Terra Networks México. 
Actualmente es, junto a la mexicana Telmex, una de las dos mayores operadoras de telecomunicaciones del país.
Movistar México no tiene los mismos negocios que sus hermanas de Latinoamérica debido a que la ley mexicana limita mucho a las empresas de telecomunicaciones extranjeras, aunque en principio podría hacerlo en un futuro debido al desarrollo de la telefonía celular para hogar.
En el año 2010 se firmó un acuerdo con Televisa y Megacable donde estas empresas ofertaron poco más de $885 millones de pesos (mdp) por un par de hilos de Fibra Óptica de la CFE de la cual ya son ganadores de esta licitación. Esto permitirá a Movistar y a sus asociados, ofrecer Telefonía Fija, Transmisión de Datos y más servicios (cada operador por separado) en competencia a Telmex.

## Fundación
La Fundación Movistar (anteriormente Fundación Telefónica) fue creada en 1998 por acuerdo de la Junta General de Accionistas de Movistar, con el objetivo de articular la acción social y cultural en los países en los que están presentes las empresas del Grupo Movistar. El compromiso social de la Fundación Movistar se orienta a través de acciones y proyectos en los que intervienen las tecnologías de la información.

## Empresas relacionadas con Movistar
Movistar en México está estructurada por:
- Movistar Empresas México - Opera Servicios de Voz y Datos a Empresas y Corporaciones (bajo la marca Movistar Empresas).
- Atento México - Suministra servicios de callcenter (bajo la marca Atento).
- Telefónica Móviles México - Opera servicios de Telefonía Móvil (Bajo la Marca movistar).

## Telefónica Móviles México
Telefónica Móviles México, conocida como Movistar, es la segunda empresa proveedora de servicios de telefonía móvil en México, por detrás de Telcel propiedad de América Móvil la cual forma parte de Grupo Carso propiedad del empresario mexicano Carlos Slim.
Al cierre de junio de 2010, Movistar es la segunda operadora de telefonía móvil del país con casi 19 millones de clientes por detrás de Telcel que cuenta con más de 50 millones, Telefónica cuenta con 349 puntos de atención al clientes en todo el País y con la red de telefonía celular más avanzada de México usando actualmente las tecnologías GSM, GPRS, EDGE,3.5G sobre tecnología UMTS/HSDPA, HSDPA + a velocidad de 21Mbps de bajada y 5.7Mbps de subida.[cita requerida] y LTE

## Terra Networks México
Terra Networks México llamada generalmente como "Terra", es el mayor prooveedor de internet y el más visitado portal en el País, filial de Movistar de México a partir del 2005.[cita requerida][actualizar]
Terra Networks era compañía Multinacional de Internet, filial del grupo Movistar. Terra funcionaba como portal y poveedor de acceso de Internet en los Estados Unidos, España, y 16 países Latinoamericanos.
Terra comercializó sus acciones en Nasdaq bajo símbolo TRLY y en el mercado de acción español bajo símbolo TRR hasta el 2005, cuando Terra decidió fusionarse con Movistar. 
A partir del 2005 las filiales de Terra están bajo control de las coligadas locales del Grupo Movistar.